# Мичуринівка (Самарська область)
Мичуринівка (рос. Мичуриновка) — селище в Богатівському районі Самарської області Російської Федерації.
Населення становить 55 осіб. Входить до складу муніципального утворення сільське поселення Арзамасцевка.

## Історія
Від 2005 року входило до складу муніципального утворення сільське поселення Арзамасцевка.

## Населення
| 2010 |
| ---- |
| 55   |